# Inkwizycja rzymska w Księstwie Mediolanu
Inkwizycja rzymska w Księstwie Mediolanu – struktury inkwizycji rzymskiej, czyli kierowanej przez utworzoną w 1542 rzymską Kongregację Świętego Oficjum instytucji powołanej do zwalczania herezji, funkcjonujące w Księstwie Mediolanu, rządzonym wpierw przez Hiszpanię, a potem (od 1714) przez Austrię.

## Historia

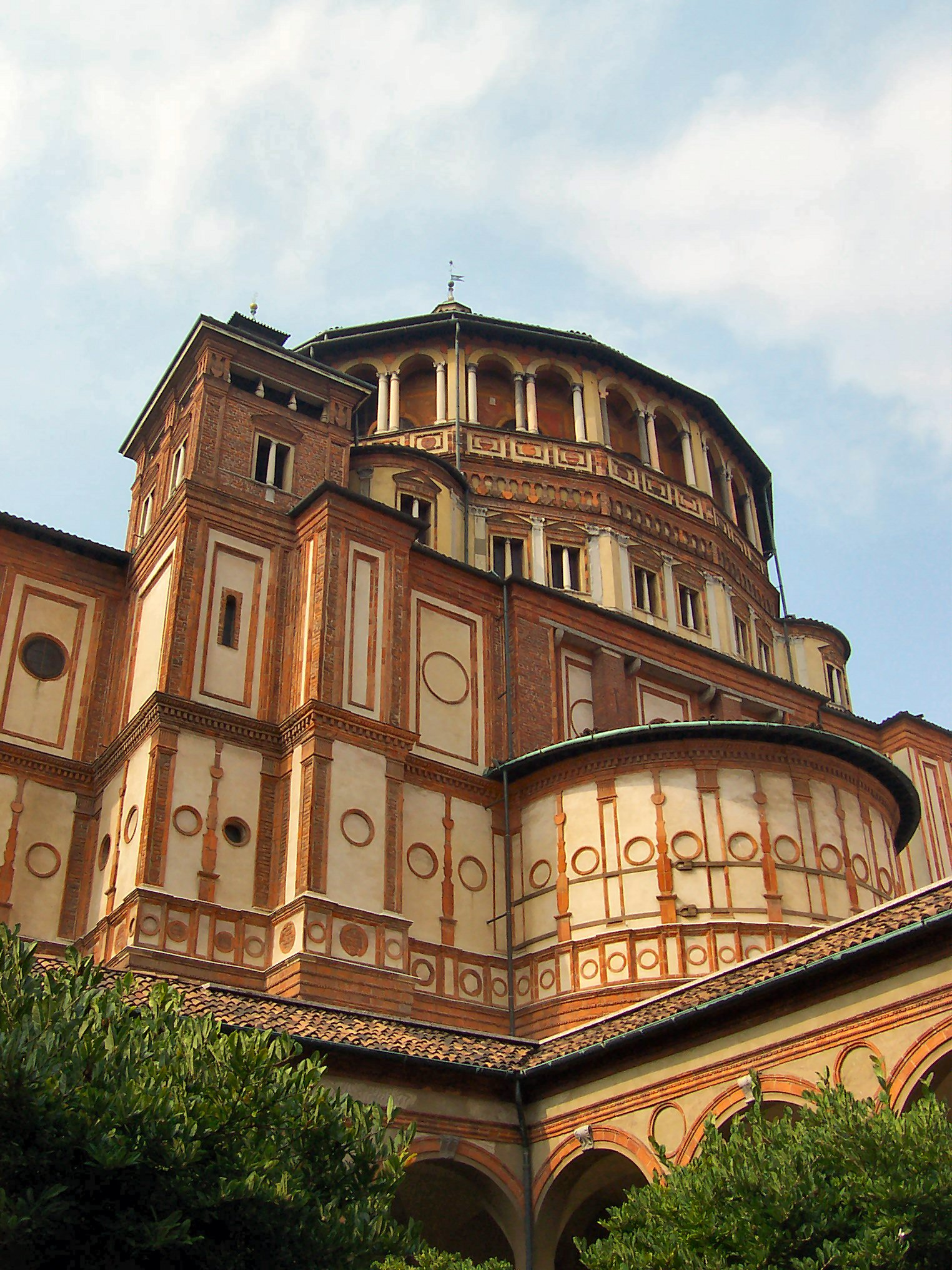
Konwent S. Maria delle Grazie był w latach 1558–1779 siedzibą trybunału inkwizycji w Mediolanie

Inkwizycja papieska działała na terenie Lombardii od samego początku swego istnienia w XIII wieku. W 1252 papież Innocenty IV oficjalnie powierzył funkcje inkwizytorskie w Lombardii dominikanom. Wytworzone w XIII wieku struktury inkwizycyjne w Lombardii przetrwały z niewielkimi zmianami aż do XVI wieku. Większego wpływu na nie nie miały również zmiany polityczne. Region ten w XV wieku niemal w całości znalazł się pod władzą książąt Mediolanu z dynastii Sforza, jednak po roku 1499 księstwo mediolańskie stało się przedmiotem rywalizacji Sforzów oraz królestwa Francji, aż w końcu w 1535 przeszło pod władzę Hiszpanii.
Zapoczątkowana w 1517 przez Marcina Lutra reformacja w latach 20. XVI wieku zaczęła zyskiwać sympatyków na Półwyspie Apenińskim. W 1538 inkwizytor Mediolanu Melchiorre Crivelli opublikował w Mediolanie lokalny indeks ksiąg zakazanych. Pomimo to, na początku lat 40. XVI wieku główną rolę w zwalczaniu wpływów reformacji odgrywały władze hiszpańskie. Np. w 1541 hiszpański gubernator Alfonso d’Avalos aresztował grupę studentów z uniwersytetu pawijskiego pod zarzutem luteranizmu. Stopniowo również dominikańscy inkwizytorzy aktywniej włączali się w represje, jednak napotykali na duży opór, gdyż idee reformacyjne zyskiwały sympatyków głównie wśród duchowieństwa. W 1549 inkwizytor Como Antonio Vaccani da Lenno aresztował jednego z członków kapituły katedralnej. Jego działalność oprotestowali pozostali członkowie kapituły, wikariusz diecezjalny i miejscowe władze miejskie. Mianowany w 1550 nowy inkwizytor Como Michele Ghislieri jeszcze bardziej zaognił sytuację, gdy skonfiskował duży transport ksiąg ze Szwajcarii. W rezultacie musiał uchodzić z Como.
W 1542 papież Paweł III utworzył Kongregację Rzymskiej i Powszechnej Inkwizycji (Świętego Oficjum), która miała być organem centralnym koordynującym działania lokalnych trybunałów inkwizycyjnych we Włoszech. Jej pierwsze interwencje w Księstwie Mediolanu miały miejsce na początku lat 50. XVI wieku. W 1550/51 inkwizytor Cremony Giovanni Battista Chiarini wszczął śledztwo wobec domniemanych sympatyków kalwinizmu w tym mieście, jednak na korzyść podejrzanych interweniował miejscowy podesta oraz senat Księstwa Mediolanu. Pojednawcza postawa inkwizytora wobec senatu spotkała się z ostrą krytyką Kongregacji.
Inkwizytor Mediolanu Melchiorre Crivelli, który od 1544 był biskupem sufraganem archidiecezji mediolańskiej, w 1553 popadł w konflikt z nowym (od 1550) arcybiskupem Gian Angelo Arcimboldim. W rezultacie Kongregacja po raz pierwszy skierowała do Mediolanu swego komisarza, którym został Bonaventura Castiglioni (zm. 1555). Crivelli utracił swoje stanowisko, a w 1558 papież Paweł IV odebrał urząd inkwizytorski dominikanom z konwentu S. Eustorgio i przekazał go w ręce zreformowanych (obserwanckich) dominikanów z konwentu S. Maria delle Grazie.
W 1563 i ponownie w 1566 król Hiszpanii Filip II Habsburg podejmował próby wprowadzenia do Księstwa Mediolanu trybunału inkwizycji hiszpańskiej. Opór miejscowych elit, arcybiskupa Karola Boromeusza oraz kolejnych papieży Piusa IV i Piusa V udaremniły te zamiary.
Kardynał Karol Boromeusz, od 1560 arcybiskup mediolański, dopiero w 1566 osiadł na stałe w Mediolanie, przeprowadzając w swej archidiecezji szereg reform kościelnych. Pod jego nadzorem w Lombardii zorganizowany został sprawnie działający system inkwizycyjny składający się z trybunałów inkwizycyjnych i biskupich oraz podległy Kongregacji Świętego Oficjum. W kolejnych latach jednak, działania inkwizycyjne Karola Boromeusza nie zawsze spotykały się z aprobatą Rzymu. Dwukrotnie (w 1569 w Lecco i w 1583 w Val Mesolcina) Kongregacja Świętego Oficjum zakwestionowała wszczęte przez niego procesy o czary. Za pierwszym razem wszystkie podejrzane po interwencji Rzymu zostały zwolnione (oprócz jednej, która zmarła w więzieniu). Za drugim razem wykonanych zostało siedem z dziesięciu wyroków śmierci wydanych przez sąd arcybiskupi, jednak większość z ponad stu oskarżonych została potraktowana łagodnie. W obu przypadkach żadnej roli nie odegrali dominikańscy inkwizytorzy Mediolanu i Como, którzy podzielali sceptycyzm Kongregacji.
W 1587 Kongregacja Świętego Oficjum ostatecznie przejęła prawo nominacji inkwizytorskich w Księstwie Mediolanu z rąk władz zakonu dominikanów.
W 1714 Księstwo Mediolanu przeszło pod władzę Habsburgów austriackich. Początkowo nie miało to większego wpływu na działalność inkwizycji. Zmieniło się to dopiero za panowania cesarzowej Marii Teresy (1740–1780). W 1771 zlikwidowała ona świeckie konfraternie wspomagające inkwizycję (tzw. crocesignati) i odebrała inkwizycji kontrolę publikacji. Po śmierci inkwizytorów Pawii (23 lutego 1774) oraz Cremony (26 stycznia 1775) władze austriackie nie zgodziły się na mianowanie ich następców. 9 marca 1775 roku cesarzowa Maria Teresa ogłosiła dekret znoszący trybunały inkwizycyjne, z zastrzeżeniem, że żyjący jeszcze inkwizytorzy Mediolanu i Como dożywotnio zachowają swoje pensje i tytuły. Ostatni inkwizytor Mediolanu Giovanni Francesco Cremona zmarł 10 marca 1779 roku, natomiast trybunał w Como istniał do 9 maja 1782 roku. 3 czerwca 1788 główne archiwum trybunału mediolańskiego zostało doszczętnie spalone na rozkaz cesarza Józefa II w ogrodach konwentu S. Maria delle Grazie

## Struktury
W XVI–XVIII wieku inkwizycję w Księstwie Mediolanu tworzyło siedem  trybunałów: 
- trybunał w Mediolanie, z jurysdykcją nad archidiecezją mediolańską i diecezjami Lodi, Vigevano i Bobbio
- trybunał w Como, z jurysdykcją nad diecezją Como
- trybunał w Cremonie (utworzony w 1548), z jurysdykcją nad diecezją Cremony
- trybunał w Novarze, z jurysdykcją nad diecezją Novary
- trybunał w Pawii, z jurysdykcją nad diecezją Pawii
- trybunał w Tortonie, z jurysdykcją nad diecezją Tortony
- trybunał w Alessandrii, z jurysdykcją nad diecezją Alessandrii oraz diecezją Acqui w księstwie Monferrato.

W wyniku zmian granic, w XVIII wieku poza granicami Księstwa Mediolanu znalazły się trybunały w Alessandrii (1707) oraz Tortonie i Novarze (1738), które przeszły pod władzę dynastii sabaudzkiej.